# Olga de Meyer

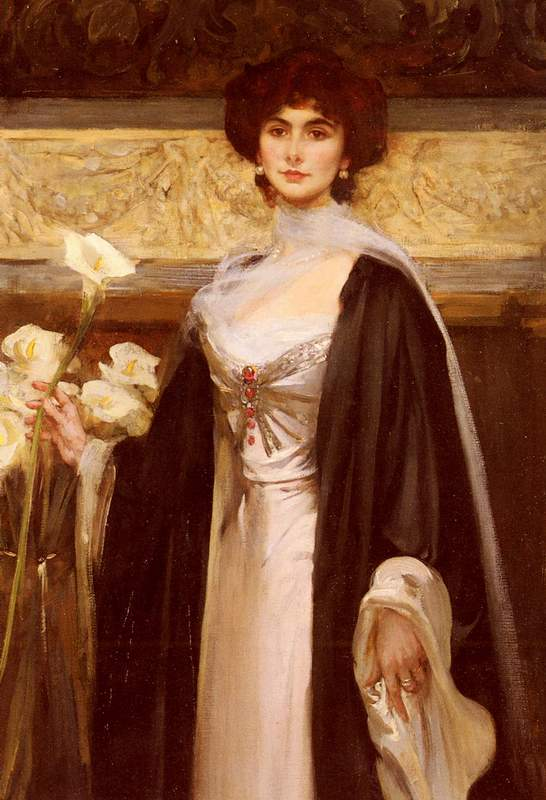
James Jebusa Shannon: Porträt von Baroness Olga de Meyer, Öl auf Leinwand

Baroness Maria Beatrice Olga Alberta de Meyer (* 8. August 1871 in London als Olga Caracciolo dei Duchi di Castelluccio; † 16. Juli 1930 ebenda) war eine britische Erbin, Muse, Kunstmäzenin und High Society Lady zu Beginn des 20. Jahrhunderts.

## Leben
Maria Beatrice Olga Alberta war die Tochter der italienischen Marchesa di Castelluccio, und gerüchteweise die natürliche Tochter des Prince of Wales und späteren König Eduard VII. Olga, die den Namen Alberta zu Ehren des Prinzen trug, war sein Patenkind.

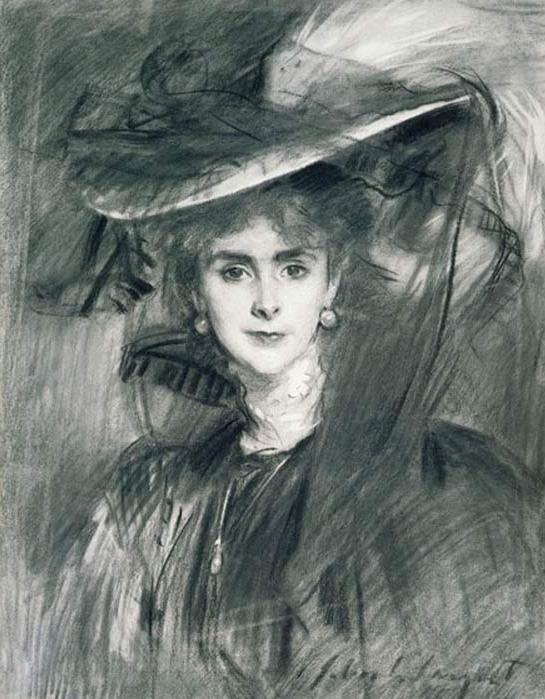
John Singer Sargent: Olga, Baroness de Meyer, Kohlezeichnung, 1907

Ihre Kindheit drehte sich um perfektes Benehmen und die gesellschaftliche Repräsentation, die sie im französischen Mädchen-Internat Les Ruches in Fontainebleau von Mademoiselle Marie Souvestre verfeinerte. Nach dem frühen Tod ihrer Mutter wurde sie zu einer der wohlhabendsten Erbinnen in Großbritannien.
Am 11. Mai 1892 heiratete Marchesa Olga in Neapel den Aristokraten Mariano di Brancaccio (1865–1941), den jüngsten Sohn des Prinzen Carlo di Brancaccio. Die Ehe, die allen Berichten zufolge unglücklich verlief, blieb kinderlos und wurde im Juni 1899 geschieden. Ein Jahr später, im Alter von 29 Jahren, ging sie jedoch eine «Getrennte Betten-Ehe» mit dem homosexuellen Kunstsammler und ersten Modefotografen Adolphus Meyer (1868–1946), Sohn eines deutsch-jüdischen Pariser Bankiers, ein. Kurz nach der Heirat wurde ihr Ehemann vom sächsischen König Friedrich August III., durch Bemühungen ihres Patenonkels, zum Baron de Meyer geadelt.
Durch ihre Schönheit und Eleganz war sie Muse und bevorzugtes Modell einiger Künstler, unter anderem Jacques-Émile Blanche, James McNeill Whistler, Giovanni Boldini, Walter Sickert, John Singer Sargent und Paul César Helleu. Zwischen 1901 und 1905 führte Olga de Meyer eine Liebesbeziehung mit Winnaretta Singer und darauf mit der Malerin Romaine Brooks.